# Ямщиков, Алексей Ефимович
Алексей Ефимович Ямщиков — советский хозяйственный и политический деятель.

## Биография
Родился в 1918 году в деревне Ердово. Член КПСС.
Окончил Московский текстильный техникум, Ярославскую областную партийную школу, Высшую партийную школу при ЦК КПСС.
В 1940—1947 гг. — конструктор, мастер по ремонту оборудования на номерном заводе во Ржеве и в Костроме, комсорг ЦК ВЛКСМ на Ярославском автомобильном заводе, первый секретарь Рыбинского горкома ВЛКСМ.
В 1947—1951 гг. — первый секретарь Ярославского обкома ВЛКСМ.
В 1954—1964 гг. — второй, первый секретарь Тутаевского райкома КПСС, заведующий отделом административных органов Ярославского обкома КПСС.
В 1964—1974 гг. — председатель Ярославского облсовпрофа.
В 1974—1985 гг. — председатель Ярославского областного комитета народного контроля.
Делегат XXIII, XXIV и XXV съездов КПСС.

В 1965—1975 гг. около 440 тыс. жителей области улучшили свои жилищные условия. При этом начал повышаться и уровень благоустройства жилого фонда. Появились новые спортивные сооружения, открывались новые больницы и поликлиники, загородные базы отдыха и профилактории.

Умер в 1989 году в Ярославле.

## Награды
- Орден Трудового Красного Знамени (1966, 25.08.1971)
- Орден Знак Почёта (28.10.1948)